# Campeonato de Wimbledon 2021
El torneo de Wimbledon de 2021 se disputó entre el 28 de junio y el 11 de julio sobre las pistas de hierba del All England Lawn Tennis and Croquet Club, ubicado en Wimbledon (Reino Unido). Esta fue la 134.ª edición del campeonato y el tercer torneo de Grand Slam del año.

## Antecedentes
Debido de la pandemia de COVID-19, el All England Club anunció el 1 de abril de 2020 que toda la temporada pasada de cancha de césped había cancelado como medida de precaución de seguridad pública, lo que marca la primera vez que no se jugó un torneo de Wimbledon desde la Segunda Guerra Mundial y, por primera vez en la Era Abierta, se cancelaron todos los grandes eventos de tenis.

## Puntos y premios

### Distribución de puntos

#### Sénior
| Eventos              | G    | F    | SF  | CF  | R16 | R32 | R64 | R128 | C  | C3 | C2 | C1 |
| Individual masculino | 2000 | 1200 | 720 | 360 | 180 | 90  | 45  | 10   | 25 | 16 | 8  | 0  |
| Dobles masculino     | 2000 | 1200 | 720 | 360 | 180 | 90  | 0   | —    | —  | —  | —  | —  |
| Individual femenino  | 2000 | 1300 | 780 | 430 | 240 | 130 | 70  | 10   | 40 | 30 | 20 | 2  |
| Dobles femenino      | 2000 | 1300 | 780 | 430 | 240 | 130 | 10  | —    | —  | —  | —  | —  |

| Evento           | G   | F   | SF/3.ª | CF/4.ª |
| Individual       | 800 | 500 | 375    | 100    |
| Dobles           | 800 | 500 | 100    | —      |
| Quad* Individual | 800 | 500 | 100    | —      |
| Quad* Dobles     | 800 | 100 | —      | —      |

| Evento               | G    | F   | SF  | CF  | R16 | R32 | C  | C3 |
| Individual masculino | 1000 | 600 | 370 | 200 | 100 | 45  | 30 | 20 |
| Individual femenino  | 1000 | 600 | 370 | 200 | 100 | 45  | 30 | 20 |
| Dobles masculino     | 750  | 450 | 275 | 150 | 75  | —   | —  | —  |
| Dobles femenino      | 750  | 450 | 275 | 150 | 75  | —   | —  | —  |

### Premios monetarios
| Evento                          | G           | F         | SF        | CF        | R16       | R32       | R64      | R128     | C3       | C2       | C1      |
| Individuales                    | 1 700 000 £ | 900 000 £ | 465 000 £ | 300 000 £ | 181 000 £ | 115 000 £ | 75 000 £ | 48 000 £ | 25 500 £ | 15 500 £ | 8 500 £ |
| Dobles                          | 480 000 £   | 240 000 £ | 120 000 £ | 60 000 £  | 30 000 £  | 19 000 £  | 12 000 £ | —        | —        | —        | —       |
| Individuales en silla de ruedas | —           | —         | —         | —         | —         | —         | —        | —        | —        | —        | —       |
| Dobles en silla de ruedas       | —           | —         | —         | —         | —         | —         | —        | —        | —        | —        | —       |

## Actuación de los jugadores en el torneo

### Individual masculino
| Campeón                        | Campeón               | Finalista                  | Finalista                 |
| ------------------------------ | --------------------- | -------------------------- | ------------------------- |
| Novak Djokovic [1]             | Novak Djokovic [1]    | Matteo Berrettini [7]      | Matteo Berrettini [7]     |
| Eliminados en semifinales      |                       |                            |                           |
| Denis Shapovalov [10]          | Denis Shapovalov [10] | Hubert Hurkacz [14]        | Hubert Hurkacz [14]       |
| Eliminados en cuartos de final |                       |                            |                           |
| Márton Fucsovics               | Karen Jachanov [25]   | Félix Auger-Aliassime [16] | Roger Federer [6]         |
| Eliminados en la cuarta ronda  |                       |                            |                           |
| Christian Garín [17]           | Andrey Rublev [5]     | Sebastian Korda            | Roberto Bautista [8]      |
| Ilya Ivashka                   | Alexander Zverev [4]  | Lorenzo Sonego [23]        | Daniil Medvédev [2]       |
| Eliminados en la tercera ronda |                       |                            |                           |
| Denis Kudla [Q]                | Pedro Martínez        | Diego Schwartzman [9]      | Fabio Fognini [26]        |
| Frances Tiafoe                 | Daniel Evans [22]     | Andy Murray [WC]           | Dominik Koepfer           |
| Aljaž Bedene                   | Jordan Thompson       | Nick Kyrgios               | Taylor Fritz [31]         |
| Cameron Norrie [29]            | James Duckworth       | Aleksandr Búblik           | Marin Čilić [32]          |
| Eliminados en la segunda ronda |                       |                            |                           |
| Kevin Anderson                 | Andreas Seppi         | Marc Polmans [Q]           | Gaël Monfils [13]         |
| Liam Broady [WC]               | Jiří Veselý           | Laslo Djere                | Lloyd Harris              |
| Vasek Pospisil                 | Egor Gerasimov        | Dušan Lajović              | Antoine Hoang [Q]         |
| Pablo Andújar                  | Oscar Otte [Q]        | Soon-Woo Kwon              | Miomir Kecmanović         |
| Botic van de Zandschulp [LL]   | Yoshihito Nishioka    | Jérémy Chardy              | Kei Nishikori             |
| Mikael Ymer                    | Gianluca Mager        | Steve Johnson              | Tennys Sandgren           |
| Richard Gasquet                | Alex Bolt [WC]        | Daniel Elahi Galán         | Sam Querrey               |
| Marcos Giron                   | Grigor Dimitrov [18]  | Benjamin Bonzi [Q]         | Carlos Alcaraz [WC]       |
| Eliminados en la primera ronda |                       |                            |                           |
| Jack Draper [WC]               | Tomás Barrios [Q]     | João Sousa                 | Alejandro Davidovich [30] |
| Bernabé Zapat [Q]              | Yen-Hsun Lu [PR]      | Stefano Travaglia          | Christopher O'Connell [Q] |
| Benoît Paire                   | Marco Cecchinato      | Yannick Hanfmann           | Jannik Sinner [19]        |
| Albert Ramos                   | Pablo Cuevas          | Ričardas Berankis          | Federico Delbonis         |
| Stefanos Tsitsipas [3]         | Roberto Carballés     | Jay Clarke [WC]            | Mackenzie McDonald [Q]    |
| Feliciano López                | Gilles Simon          | Zhizhen Zhang [Q]          | Álex de Miñaur [15]       |
| Philipp Kohlschreiber [PR]     | Pierre-Hugues Herbert | Arthur Rinderknech [Q]     | Nikoloz Basilashvili [24] |
| Reilly Opelka [27]             | Daniel Masur [Q]      | Facundo Bagnis             | John Millman              |
| Guido Pella                    | Grégoire Barrère [Q]  | Corentin Moutet            | John Isner [28]           |
| Aslán Karátsev [20]            | Jaume Munar           | Alexei Popyrin             | Casper Ruud [12]          |
| Thiago Monteiro                | Jo-Wilfried Tsonga    | Juan Ignacio Lóndero       | Ugo Humbert [21]          |
| Brandon Nakashima [Q]          | Dennis Novak          | Norbert Gomboš             | Tallon Griekspoor [Q]     |
| Adrian Mannarino               | Yuichi Sugita         | Filip Krajinović           | Lucas Pouille             |
| Pedro Sousa                    | Federico Coria        | Radu Albot                 | Pablo Carreño [11]        |
| Lorenzo Musetti                | Emil Ruusuvuori       | Mikhail Kukushkin          | Fernando Verdasco         |
| Salvatore Caruso               | Marco Trungelliti [Q] | Yasutaka Uchiyama [LL]     | Jan-Lennard Struff        |

### Individual femenino
| Campeona                       | Campeona                      | Finalista                  | Finalista               |
| ------------------------------ | ----------------------------- | -------------------------- | ----------------------- |
| Ashleigh Barty [1]             | Ashleigh Barty [1]            | Karolína Plíšková [8]      | Karolína Plíšková [8]   |
| Eliminadas en semifinales      |                               |                            |                         |
| Angelique Kerber [25]          | Angelique Kerber [25]         | Aryna Sabalenka [2]        | Aryna Sabalenka [2]     |
| Eliminadas en cuartos de final |                               |                            |                         |
| Ajla Tomljanović               | Karolína Muchová [19]         | Viktorija Golubic          | Ons Jabeur [21]         |
| Eliminadas en la cuarta ronda  |                               |                            |                         |
| Barbora Krejčíková [14]        | Emma Raducanu [WC]            | Paula Badosa [30]          | Cori Gauff [20]         |
| Liudmila Samsónova [WC]        | Madison Keys [23]             | Iga Świątek [7]            | Elena Rybakina [18]     |
| Eliminadas en la tercera ronda |                               |                            |                         |
| Kateřina Siniaková             | Anastasija Sevastova          | Sorana Cîrstea             | Jeļena Ostapenko        |
| Magda Linette                  | Anastasia Pavlyuchenkova [16] | Kaja Juvan                 | Aliaksandra Sasnóvich   |
| Tereza Martincová              | Sloane Stephens               | Elise Mertens [13]         | Madison Brengle         |
| Irina-Camelia Begu             | Garbiñe Muguruza [11]         | Shelby Rogers              | María Camila Osorio [Q] |
| Eliminadas en la segunda ronda |                               |                            |                         |
| Anna Blinkova                  | Coco Vandeweghe [PR]          | Marta Kostyuk              | Andrea Petković [PR]    |
| Victoria Azárenka [12]         | Markéta Vondroušová           | Daria Kasátkina [31]       | Alizé Cornet            |
| Elina Svitólina [3]            | Yulia Putintseva              | Camila Giorgi              | Kristýna Plíšková       |
| Clara Burel [Q]                | Elena Vesnina [PR]            | Sara Sorribes              | Nao Hibino              |
| Donna Vekić                    | Nadia Podoroska               | Jessica Pegula [22]        | Kristie Ahn [LL]        |
| Lin Zhu                        | Lauren Davis                  | Danielle Collins           | Sofia Kenin [4]         |
| Vera Zvonareva                 | Petra Martić [26]             | Venus Williams             | Lesley Kerkhove [Q]     |
| María Sákkari [15]             | Claire Liu [Q]                | Ekaterina Alexandrova [32] | Katie Boulter [WC]      |
| Eliminadas en la primera ronda |                               |                            |                         |
| Carla Suárez [PR]              | Tímea Babos                   | Olga Govortsova [Q]        | Yafan Wang [LL]         |
| Kiki Bertens [17]              | Zarina Diyas                  | Jasmine Paolini            | Clara Tauson            |
| Kateryna Kozlova [PR]          | Samantha Murray [WC]          | Vitalia Diatchenko [Q]     | Anett Kontaveit [24]    |
| Patricia Maria Țig             | Leylah Annie Fernandez        | Greet Minnen [Q]           | Bianca Andreescu [5]    |
| Alison Van Uytvanck            | Amanda Anisimova              | Tsvetana Pironkova [LL]    | Aliona Bolsova          |
| Shuai Zhang                    | Jil Teichmann                 | Astra Sharma [LL]          | Ana Bogdan              |
| Belinda Bencic [9]             | Ellen Perez [Q]               | Martina Trevisan           | Francesca Jones [WC]    |
| Nina Stojanović                | Ana Konjuh [Q]                | Bernarda Pera              | Serena Williams [6]     |
| Tamara Zidanšek                | Anastasia Potapova            | Ann Li                     | Alison Riske [28]       |
| Caroline Garcia                | Kaia Kanepi                   | Heather Watson             | Petra Kvitová [10]      |
| Harriet Dart [WC]              | Mona Barthel [PR]             | Jodie Burrage [WC]         | Katie Swan [Q]          |
| Veronika Kudermétova [29]      | Polona Hercog                 | Christina McHale           | Xinyu Wang [Q]          |
| Su-Wei Hsieh                   | Marie Bouzková                | Katie Volynets [Q]         | Varvara Gracheva        |
| Rebecca Peterson               | Mihaela Buzărnescu [PR]       | Svetlana Kuznetsova        | Fiona Ferro             |
| Arantxa Rus                    | Samantha Stosur [PR]          | Misaki Doi                 | Kristina Mladenovic     |
| Laura Siegemund                | Anna Kalinskaya [Q]           | Danielle Lao [Q]           | Monica Niculescu [Q]    |

## Sumario

### Día 1 (28 de junio)
- Cabezas de serie eliminados:
  - Individual masculino:  Stefanos Tsitsipas [3],  Jannik Sinner [19],  Nikoloz Basilashvili [24],  Reilly Opelka [27],  Alejandro Davidovich [30]
  - Individual femenino:  Petra Kvitová [10],  Veronika Kudermétova [29]
- Orden del día

| Partidos en los estadios principales                 | Partidos en los estadios principales            | Partidos en los estadios principales            | Partidos en los estadios principales            |
| Partidos en el Estadio Central All England Club      | Partidos en el Estadio Central All England Club | Partidos en el Estadio Central All England Club | Partidos en el Estadio Central All England Club |
| Modalidad                                            | Ganadores                                       | Perdedores                                      | Resultado                                       |
| ---------------------------------------------------- | ----------------------------------------------- | ----------------------------------------------- | ----------------------------------------------- |
| Individual masculino - Primera ronda                 | Novak Djokovic [1]                              | Jack Draper [WC]                                | 4-6, 6-1, 6-2, 6-2                              |
| Individual femenino - Primera ronda                  | Sloane Stephens                                 | Petra Kvitová [10]                              | 6-3, 6-4                                        |
| Individual masculino - Primera ronda                 | Andy Murray [WC]                                | Nikoloz Basilashvili [24]                       | 6-4, 6-3, 5-7, 6-3                              |
| Partidos en el Estadio 1                             |                                                 |                                                 |                                                 |
| Modalidad                                            | Ganadores                                       | Perdedores                                      | Resultado                                       |
| Individual femenino - Primera ronda                  | Aryna Sabalenka [2]                             | Monica Niculescu [Q]                            | 6-1, 6-4                                        |
| Individual masculino - Primera ronda                 | Frances Tiafoe                                  | Stefanos Tsitsipas [3]                          | 6-4, 6-4, 6-3                                   |
| Individual femenino - Primera ronda                  | Iga Świątek [7]                                 | Su-Wei Hsieh                                    | 6-4, 6-4                                        |
| Individual femenino - Primera ronda                  | Kristie Ahn [LL]                                | Heather Watson                                  | 2-6, 7-6(7-3), 8-6                              |
| Partidos en el Estadio 2                             |                                                 |                                                 |                                                 |
| Modalidad                                            | Ganadores                                       | Perdedores                                      | Resultado                                       |
| Individual femenino - Primera ronda                  | Garbiñe Muguruza [11]                           | Fiona Ferro                                     | 6-0, 6-1                                        |
| Individual masculino - Primera ronda                 | Andrey Rublev [5]                               | Federico Delbonis                               | 4-6, 6-4, 6-1, 6-2                              |
| Partidos en el Estadio 3                             |                                                 |                                                 |                                                 |
| Modalidad                                            | Ganadores                                       | Perdedores                                      | Resultado                                       |
| Individual femenino - Primera ronda                  | Madison Keys [23]                               | Katie Swan [Q]                                  | 6-3, 6-4                                        |
| Individual femenino - Primera ronda                  | Sofia Kenin [4]                                 | Xinyu Wang [Q]                                  | 6-4, 6-2                                        |
| Individual masculino - Primera ronda                 | Liam Broady [WC]                                | Marco Cecchinato                                | 6-3, 6-4, 6-0                                   |
| Fondo de color indica un partido de la rama femenina |                                                 |                                                 |                                                 |

### Día 2 (29 de junio)
- Cabezas de serie eliminados:
  - Individual masculino:  Álex de Miñaur [15]
  - Individual femenino:  Serena Williams [6],  Kiki Bertens [17],  Alison Riske [28]
- Orden del día

| Partidos en los estadios principales                 | Partidos en los estadios principales            | Partidos en los estadios principales            | Partidos en los estadios principales            |
| Partidos en el Estadio Central All England Club      | Partidos en el Estadio Central All England Club | Partidos en el Estadio Central All England Club | Partidos en el Estadio Central All England Club |
| Modalidad                                            | Ganadores                                       | Perdedores                                      | Resultado                                       |
| ---------------------------------------------------- | ----------------------------------------------- | ----------------------------------------------- | ----------------------------------------------- |
| Individual femenino - Primera ronda                  | Ashleigh Barty [1]                              | Carla Suárez [PR]                               | 6-1, 6-7(1-7), 6-1                              |
| Individual masculino - Primera ronda                 | Roger Federer [6]                               | Adrian Mannarino                                | 6-4, 6-7(3-7), 3-6, 6-2, ret.                   |
| Individual femenino - Primera ronda                  | Aliaksandra Sasnóvich                           | Serena Williams [6]                             | 3-3, ret.                                       |
| Partidos en el Estadio 1                             |                                                 |                                                 |                                                 |
| Modalidad                                            | Ganadores                                       | Perdedores                                      | Resultado                                       |
| Individual masculino - Primera ronda                 | Alexander Zverev [4]                            | Tallon Griekspoor [Q]                           | 6-3, 6-4, 6-1                                   |
| Individual femenino - Primera ronda                  | Angelique Kerber [25]                           | Nina Stojanović                                 | 6-4, 6-3                                        |
| Individual masculino - Primera ronda                 | Daniil Medvédev [2]                             | Jan-Lennard Struff                              | 6-4, 6-1, 4-6, 7-6(7-3)                         |
| Partidos en el Estadio 2                             |                                                 |                                                 |                                                 |
| Modalidad                                            | Ganadores                                       | Perdedores                                      | Resultado                                       |
| Individual masculino - Primera ronda                 | Daniel Evans [22]                               | Feliciano López                                 | 7-6(7-4), 6-2, 7-5                              |
| Individual masculino - Primera ronda                 | Diego Schwartzman [9]                           | Benoît Paire                                    | 6-3, 6-4, 6-0                                   |
| Individual femenino - Primera ronda                  | Cori Gauff [20]                                 | Francesca Jones [WC]                            | 7-5, 6-4                                        |
| Partidos en el Estadio 3                             |                                                 |                                                 |                                                 |
| Modalidad                                            | Ganadores                                       | Perdedores                                      | Resultado                                       |
| Individual femenino - Primera ronda                  | Venus Williams                                  | Mihaela Buzărnescu [PR]                         | 7-5, 4-6, 6-3                                   |
| Individual femenino - Primera ronda                  | Barbora Krejčíková [14]                         | Clara Tauson                                    | 6-3, 6-2                                        |
| Fondo de color indica un partido de la rama femenina |                                                 |                                                 |                                                 |

### Día 3 (30 de junio)
- Cabezas de serie eliminados:
  - Individual masculino:  Pablo Carreño [11],  Casper Ruud [12],  Aslán Karatsev [20],  Ugo Humbert [21],  John Isner [28]
  - Individual femenino:  Sofia Kenin [4],  Bianca Andreescu [5],  Belinda Bencic [9],  Jessica Pegula [22]  Anett Kontaveit [24],  Petra Martić [26],  Ekaterina Alexandrova [32]
- Orden del día

| Partidos en los estadios principales                 | Partidos en los estadios principales            | Partidos en los estadios principales            | Partidos en los estadios principales            |
| Partidos en el Estadio Central All England Club      | Partidos en el Estadio Central All England Club | Partidos en el Estadio Central All England Club | Partidos en el Estadio Central All England Club |
| Modalidad                                            | Ganadores                                       | Perdedores                                      | Resultado                                       |
| ---------------------------------------------------- | ----------------------------------------------- | ----------------------------------------------- | ----------------------------------------------- |
| Individual masculino - Segunda ronda                 | Novak Djokovic [1]                              | Kevin Anderson                                  | 6-3, 6-3, 6-3                                   |
| Individual femenino - Segunda ronda                  | Aryna Sabalenka [2]                             | Katie Boulter [WC]                              | 4-6, 6-3, 6-3                                   |
| Individual masculino - Segunda ronda                 | Andy Murray [WC]                                | Oscar Otte [Q]                                  | 6-3, 4-6, 4-6, 6-4, 6-2                         |
| Partidos en el Estadio 1                             |                                                 |                                                 |                                                 |
| Modalidad                                            | Ganadores                                       | Perdedores                                      | Resultado                                       |
| Individual femenino - Primera ronda                  | Elina Svitólina [3]                             | Alison Van Uytvanck                             | 6-3, 2-6, 6-3                                   |
| Individual masculino - Primera ronda                 | Nick Kyrgios                                    | Ugo Humbert [21]                                | 6-4, 4-6, 3-6, 6-1, 9-7                         |
| Individual masculino - Segunda ronda                 | Daniel Evans [22]                               | Dušan Lajović                                   | 6-3, 6-3, 6-4                                   |
| Individual femenino - Segunda ronda                  | Ons Jabeur [21]                                 | Venus Williams                                  | 7-5, 6-0                                        |
| Partidos en el Estadio 2                             |                                                 |                                                 |                                                 |
| Modalidad                                            | Ganadores                                       | Perdedores                                      | Resultado                                       |
| Individual femenino - Primera ronda                  | Alizé Cornet                                    | Bianca Andreescu [5]                            | 6-2, 6-1                                        |
| Individual masculino - Primera ronda                 | Cameron Norrie [29]                             | Lucas Pouille                                   | 6-7(6-8), 7-5, 6-2, 7-5                         |
| Individual masculino - Primera ronda                 | Félix Auger-Aliassime [16]                      | Thiago Monteiro                                 | 6-3, 6-3, 6-3                                   |
| Individual femenino - Segunda ronda                  | Iga Świątek [7]                                 | Vera Zvonareva                                  | 6-1, 6-3                                        |
| Individual femenino - Segunda ronda                  | Madison Brengle                                 | Sofia Kenin [4]                                 | 6-2, 6-4                                        |
| Partidos en el Estadio 3                             |                                                 |                                                 |                                                 |
| Modalidad                                            | Ganadores                                       | Perdedores                                      | Resultado                                       |
| Individual masculino - Primera ronda                 | Matteo Berrettini [7]                           | Guido Pella                                     | 6-4, 3-6, 6-4, 6-0                              |
| Individual masculino - Segunda ronda                 | Grigor Dimitrov [18]                            | Fernando Verdasco                               | 3-6, 6-3, 6-4, 6-4                              |
| Individual femenino - Primera ronda                  | Kaja Juvan                                      | Belinda Bencic [9]                              | 6-3, 6-3                                        |
| Individual femenino - Segunda ronda                  | Garbiñe Muguruza [11]                           | Lesley Kerkhove [Q]                             | 6-1, 6-4                                        |
| Fondo de color indica un partido de la rama femenina |                                                 |                                                 |                                                 |

### Día 4 (1 de julio)
- Cabezas de serie eliminados:
  - Individual masculino:  Gaël Monfils [13],  Grigor Dimitrov [18]
  - Individual femenino:  Elina Svitólina [3],  Victoria Azárenka [12],  María Sákkari [15],  Daria Kasátkina [31]
  - Dobles masculino:  Wesley Koolhof /  Jean-Julien Rojer [10],  Tim Puetz /  Michael Venus [12],  Sander Gillé /  Joran Vliegen [13]
  - Dobles femenino:  Tímea Babos /  Kristina Mladenovic [2],  Alexa Guarachi /  Desirae Krawczyk [6],  Hayley Carter /  Luisa Stefani [8],  Darija Jurak /  Andreja Klepač [10]
- Orden del día

| Partidos en los estadios principales                 | Partidos en los estadios principales            | Partidos en los estadios principales            | Partidos en los estadios principales            |
| Partidos en el Estadio Central All England Club      | Partidos en el Estadio Central All England Club | Partidos en el Estadio Central All England Club | Partidos en el Estadio Central All England Club |
| Modalidad                                            | Ganadores                                       | Perdedores                                      | Resultado                                       |
| ---------------------------------------------------- | ----------------------------------------------- | ----------------------------------------------- | ----------------------------------------------- |
| Individual femenino - Segunda ronda                  | Ashleigh Barty [1]                              | Anna Blinkova                                   | 6-4, 6-3                                        |
| Individual femenino - Segunda ronda                  | Cori Gauff [20]                                 | Elena Vesnina [PR]                              | 6-4, 6-3                                        |
| Individual masculino - Segunda ronda                 | Roger Federer [6]                               | Richard Gasquet                                 | 7-6(7-1), 6-1, 6-4                              |
| Partidos en el Estadio 1                             |                                                 |                                                 |                                                 |
| Modalidad                                            | Ganadores                                       | Perdedores                                      | Resultado                                       |
| Individual masculino - Segunda ronda                 | Cameron Norrie [29]                             | Alex Bolt [WC]                                  | 6-3, 6-1, 6-2                                   |
| Individual masculino - Segunda ronda                 | Daniil Medvédev [2]                             | Carlos Alcaraz [WC]                             | 6-4, 6-1, 6-2                                   |
| Individual femenino - Segunda ronda                  | Sorana Cîrstea                                  | Victoria Azárenka [12]                          | 7-6(7-5), 3-6, 6-4                              |
| Partidos en el Estadio 2                             |                                                 |                                                 |                                                 |
| Modalidad                                            | Ganadores                                       | Perdedores                                      | Resultado                                       |
| Individual masculino - Segunda ronda                 | Alexander Zverev [4]                            | Tennys Sandgren                                 | 7-5, 6-2, 6-3                                   |
| Individual femenino - Segunda ronda                  | Magda Linette                                   | Elina Svitólina [3]                             | 6-3, 6-4                                        |
| Individual femenino - Segunda ronda                  | Angelique Kerber [25]                           | Sara Sorribes                                   | 7-5, 5-7, 6-4                                   |
| Individual masculino - Segunda ronda                 | Félix Auger-Aliassime [16]                      | Mikael Ymer                                     | 6-4, 4-6, 7-6(7-1), 6-1                         |
| Partidos en el Estadio 3                             |                                                 |                                                 |                                                 |
| Modalidad                                            | Ganadores                                       | Perdedores                                      | Resultado                                       |
| Individual femenino - Segunda ronda                  | Barbora Krejčíková [14]                         | Andrea Petković                                 | 7-5, 6-4                                        |
| Individual masculino - Segunda ronda                 | Matteo Berrettini [7]                           | Botic van de Zandschulp [LL]                    | 6-3, 6-4, 7-6(7-4)                              |
| Individual femenino - Segunda ronda                  | Jeļena Ostapenko                                | Daria Kasátkina [31]                            | 6-1, 3-6, 8-6                                   |
| Individual masculino - Segunda ronda                 | Nick Kyrgios                                    | Gianluca Mager                                  | 7-6(9-7), 6-4, 6-4                              |
| Fondo de color indica un partido de la rama femenina |                                                 |                                                 |                                                 |

### Día 5 (2 de julio)
- Cabezas de serie eliminados:
  - Individual masculino:  Diego Schwartzman [9],  Daniel Evans [22],  Fabio Fognini [26]
  - Individual femenino:  Garbiñe Muguruza [11],  Elise Mertens [13]
  - Dobles masculino:  Kevin Krawietz /  Horia Tecău [9]
  - Dobles femenino:  Nicole Melichar /  Demi Schuurs [4]
- Orden del día

| Partidos en los estadios principales                 | Partidos en los estadios principales            | Partidos en los estadios principales            | Partidos en los estadios principales            |
| Partidos en el Estadio Central All England Club      | Partidos en el Estadio Central All England Club | Partidos en el Estadio Central All England Club | Partidos en el Estadio Central All England Club |
| Modalidad                                            | Ganadores                                       | Perdedores                                      | Resultado                                       |
| ---------------------------------------------------- | ----------------------------------------------- | ----------------------------------------------- | ----------------------------------------------- |
| Individual femenino - Tercera ronda                  | Ons Jabeur [21]                                 | Garbiñe Muguruza [11]                           | 5-7, 6-3, 6-2                                   |
| Individual masculino - Tercera ronda                 | Sebastian Korda                                 | Daniel Evans [22]                               | 6-3, 3-6, 6-3, 6-4                              |
| Individual masculino - Tercera ronda                 | Denis Shapovalov [10]                           | Andy Murray [WC]                                | 6-4, 6-2, 6-2                                   |
| Partidos en el Estadio 1                             |                                                 |                                                 |                                                 |
| Modalidad                                            | Ganadores                                       | Perdedores                                      | Resultado                                       |
| Individual femenino - Tercera ronda                  | Liudmila Samsónova                              | Sloane Stephens                                 | 6-2, 2-6, 6-4                                   |
| Individual masculino - Tercera ronda                 | Novak Djokovic [1]                              | Denis Kudla [Q]                                 | 6-4, 6-3, 7-6(9-7)                              |
| Individual femenino - Tercera ronda                  | Madison Keys [23]                               | Elise Mertens [13]                              | 7-5, 6-3                                        |
| Partidos en el Estadio 2                             |                                                 |                                                 |                                                 |
| Modalidad                                            | Ganadores                                       | Perdedores                                      | Resultado                                       |
| Individual femenino - Tercera ronda                  | Karolína Plíšková [8]                           | Tereza Martincová                               | 6-3, 6-3                                        |
| Individual femenino - Tercera ronda                  | Aryna Sabalenka [2]                             | María Camila Osorio [Q]                         | 6-0, 6-3                                        |
| Individual masculino - Tercera ronda                 | Roberto Bautista [8]                            | Dominik Koepfer                                 | 7-5, 6-1, 7-6(7-4)                              |
| Partidos en el Estadio 3                             |                                                 |                                                 |                                                 |
| Modalidad                                            | Ganadores                                       | Perdedores                                      | Resultado                                       |
| Individual masculino - Tercera ronda                 | Andrey Rublev [5]                               | Fabio Fognini [26]                              | 6-3, 5-7, 6-4, 6-2                              |
| Individual masculino - Tercera ronda                 | Márton Fucsovics                                | Diego Schwartzman [9]                           | 6-3, 6-3, 6-7(6-8), 6-4                         |
| Fondo de color indica un partido de la rama femenina |                                                 |                                                 |                                                 |

### Día 6 (3 de julio)
- Cabezas de serie eliminados:
  - Individual masculino:  Cameron Norrie [29],  Taylor Fritz [31],  Marin Čilić [32]
  - Individual femenino:  Anastasia Pavlyuchenkova [16]
  - Dobles masculino:  Pierre-Hugues Herbert /  Nicolas Mahut [2],  Ivan Dodig /  Filip Polášek [5],  Jamie Murray /  Bruno Soares [7],  Henri Kontinen /  Édouard Roger-Vasselin [11],  Marcus Daniell /  Philipp Oswald [15]
  - Dobles mixto:  Michael Venus /  Hao-Ching Chan [8]
- Orden del día

| Partidos en los estadios principales                 | Partidos en los estadios principales            | Partidos en los estadios principales            | Partidos en los estadios principales            |
| Partidos en el Estadio Central All England Club      | Partidos en el Estadio Central All England Club | Partidos en el Estadio Central All England Club | Partidos en el Estadio Central All England Club |
| Modalidad                                            | Ganadores                                       | Perdedores                                      | Resultado                                       |
| ---------------------------------------------------- | ----------------------------------------------- | ----------------------------------------------- | ----------------------------------------------- |
| Individual femenino - Tercera ronda                  | Cori Gauff [20]                                 | Kaja Juvan                                      | 6-3, 6-3                                        |
| Individual masculino - Tercera ronda                 | Roger Federer [6]                               | Cameron Norrie [29]                             | 6-4, 6-4, 5-7, 6-4                              |
| Individual femenino - Tercera ronda                  | Ashleigh Barty [1]                              | Kateřina Siniaková                              | 6-3, 7-5                                        |
| Partidos en el Estadio 1                             |                                                 |                                                 |                                                 |
| Modalidad                                            | Ganadores                                       | Perdedores                                      | Resultado                                       |
| Individual femenino - Tercera ronda                  | Emma Raducanu [WC]                              | Sorana Cîrstea                                  | 6-3, 7-5                                        |
| Individual masculino - Tercera ronda                 | Félix Auger-Aliassime [16]                      | Nick Kyrgios                                    | 2-6, 6-1, ret.                                  |
| Individual masculino - Tercera ronda                 | Daniil Medvédev [2]                             | Marin Čilić [32]                                | 6-7(3-7), 3-6, 6-3, 6-3, 6-2                    |
| Partidos en el Estadio 2                             |                                                 |                                                 |                                                 |
| Modalidad                                            | Ganadores                                       | Perdedores                                      | Resultado                                       |
| Individual femenino - Tercera ronda                  | Angelique Kerber [25]                           | Aliaksandra Sasnóvich                           | 2-6, 6-0, 6-1                                   |
| Individual masculino - Tercera ronda                 | Alexander Zverev [4]                            | Taylor Fritz [31]                               | 6-7(3-7), 6-4, 6-3, 7-6(7-4)                    |
| Dobles femenino - Segunda ronda                      | Cori Gauff [12] Caty McNally [12]               | Paula Badosa Sara Sorribes                      | 6-4, 6-4                                        |
| Dobles masculino - Segunda ronda                     | Jaume Munar Cameron Norrie                      | Ivan Dodig [5] Filip Polášek [5]                | 7-6(12-10), 1-6, 7-5                            |
| Partidos en el Estadio 3                             |                                                 |                                                 |                                                 |
| Modalidad                                            | Ganadores                                       | Perdedores                                      | Resultado                                       |
| Individual masculino - Tercera ronda                 | Matteo Berrettini [7]                           | Aljaž Bedene                                    | 6-4, 6-4, 6-4                                   |
| Individual femenino - Tercera ronda                  | Barbora Krejčíková [14]                         | Anastasija Sevastova                            | 7-6(7-1), 3-6, 7-5                              |
| Dobles mixto - Segunda ronda                         | Raven Klaasen [10] Darija Jurak [10]            | Divij Sharan [Alt] Samantha Murray [Alt]        | 3-6, 7-6(7-1), 6-3                              |
| Fondo de color indica un partido de la rama femenina |                                                 |                                                 |                                                 |

### Día 7 (5 de julio)
- Cabezas de serie eliminados:
  - Individual masculino:  Alexander Zverev [4],  Andrey Rublev [5],  Roberto Bautista [8],  Christian Garín [17],  Lorenzo Sonego [23]
  - Individual femenino: Iga Świątek [7],  Barbora Krejčíková [14],  Elena Rybakina [18],  Cori Gauff [20],  Madison Keys [23],  Paula Badosa [30]
  - Dobles masculino:  Max Purcell /  Luke Saville [16]
  - Dobles femenino:  Sharon Fichman /  Giuliana Olmos [9],  Laura Siegemund /  Vera Zvonareva [11],  Nadiia Kichenok /  Raluca Olaru [13],  Asia Muhammad /  Jessica Pegula [14]
  - Dobles mixto:  Ben McLachlan /  Ena Shibahara [15],  Marcus Daniell /  Sharon Fichman [16]
- Orden del día

| Partidos en los estadios principales                 | Partidos en los estadios principales            | Partidos en los estadios principales            | Partidos en los estadios principales            |
| Partidos en el Estadio Central All England Club      | Partidos en el Estadio Central All England Club | Partidos en el Estadio Central All England Club | Partidos en el Estadio Central All England Club |
| Modalidad                                            | Ganadores                                       | Perdedores                                      | Resultado                                       |
| ---------------------------------------------------- | ----------------------------------------------- | ----------------------------------------------- | ----------------------------------------------- |
| Individual masculino - Cuarta ronda                  | Novak Djokovic [1]                              | Christian Garín [17]                            | 6-2, 6-4, 6-2                                   |
| Individual femenino - Cuarta ronda                   | Angelique Kerber [25]                           | Cori Gauff [20]                                 | 6-4, 6-4                                        |
| Individual masculino - Cuarta ronda                  | Roger Federer [6]                               | Lorenzo Sonego [23]                             | 7-5, 6-4, 6-2                                   |
| Partidos en el Estadio 1                             |                                                 |                                                 |                                                 |
| Modalidad                                            | Ganadores                                       | Perdedores                                      | Resultado                                       |
| Individual femenino - Cuarta ronda                   | Ashleigh Barty [1]                              | Barbora Krejčíková [14]                         | 7-5, 6-3                                        |
| Individual masculino - Cuarta ronda                  | Félix Auger-Aliassime [16]                      | Alexander Zverev [4]                            | 6-4, 7-6(8-6), 3-6, 3-6, 6-4                    |
| Individual femenino - Cuarta ronda                   | Ajla Tomljanović                                | Emma Raducanu [WC]                              | 6-4, 3-0, ret.                                  |
| Partidos en el Estadio 2                             |                                                 |                                                 |                                                 |
| Modalidad                                            | Ganadores                                       | Perdedores                                      | Resultado                                       |
| Individual femenino - Cuarta ronda                   | Ons Jabeur [21]                                 | Iga Świątek [7]                                 | 5-7, 6-1, 6-1                                   |
| Individual masculino - Cuarta ronda                  | Márton Fucsovics                                | Andrey Rublev [5]                               | 6-3, 4-6, 4-6, 6-0, 6-3                         |
| Partidos en el Estadio 3                             |                                                 |                                                 |                                                 |
| Modalidad                                            | Ganadores                                       | Perdedores                                      | Resultado                                       |
| Individual femenino - Cuarta ronda                   | Aryna Sabalenka [2]                             | Elena Rybakina [18]                             | 6-3, 4-6, 6-3                                   |
| Individual masculino - Cuarta ronda                  | Denis Shapovalov [10]                           | Roberto Bautista [8]                            | 6-1, 6-3, 7-5                                   |
| Dobles masculino - Tercera ronda                     | Juan Sebastián Cabal [3] Robert Farah [3]       | Max Purcell [16] Luke Saville [16]              | 6-3, 6-4, 2-6, 6-4                              |
| Dobles mixto - Segunda ronda                         | Édouard Roger-Vasselin [4] Nicole Melichar [4]  | Nick Kyrgios [WC] Venus Williams [WC]           | walkover                                        |
| Fondo de color indica un partido de la rama femenina |                                                 |                                                 |                                                 |

### Día 8 (6 de julio)
- Cabezas de serie eliminados:
  - Individual masculino:  Daniil Medvédev [2]
  - Individual femenino:  Karolína Muchová [19],  Ons Jabeur [21]
  - Dobles masculino:  Marcelo Melo /  Łukasz Kubot [8]
  - Dobles femenino:  Cori Gauff /  Caty McNally [12],  Viktória Kužmová /  Arantxa Rus [15]
  - Dobles mixto:  Rajeev Ram /  Bethanie Mattek-Sands [5],  Wesley Koolhof /  Demi Schuurs [3],  Fabrice Martin /  Alexa Guarachi [12]
- Orden del día

| Partidos en los estadios principales                 | Partidos en los estadios principales            | Partidos en los estadios principales            | Partidos en los estadios principales            |
| Partidos en el Estadio Central All England Club      | Partidos en el Estadio Central All England Club | Partidos en el Estadio Central All England Club | Partidos en el Estadio Central All England Club |
| Modalidad                                            | Ganadores                                       | Perdedores                                      | Resultado                                       |
| ---------------------------------------------------- | ----------------------------------------------- | ----------------------------------------------- | ----------------------------------------------- |
| Individual masculino - Cuarta ronda                  | Hubert Hurkacz [14]                             | Daniil Medvédev [2]                             | 2-6, 7-6(7-2), 3-6, 6-3, 6-3                    |
| Individual femenino - Cuartos de final               | Aryna Sabalenka [2]                             | Ons Jabeur [21]                                 | 6-4, 6-3                                        |
| Individual femenino - Cuartos de final               | Ashleigh Barty [1]                              | Ajla Tomljanović                                | 6-1, 6-3                                        |
| Dobles femenino - Tercera ronda                      | Veronika Kudermétova Elena Vesnina              | Cori Gauff [12] Caty McNally [12]               | 7-6(7-0), 4-6, 6-3                              |
| Partidos en el Estadio 1                             |                                                 |                                                 |                                                 |
| Modalidad                                            | Ganadores                                       | Perdedores                                      | Resultado                                       |
| Individual femenino - Cuartos de final               | Karolína Plíšková [8]                           | Viktorija Golubic                               | 6-2, 6-2                                        |
| Individual femenino - Cuartos de final               | Angelique Kerber [25]                           | Karolína Muchová [19]                           | 6-2, 6-3                                        |
| Dobles masculino - Cuartos de final                  | Nikola Mektić [1] Mate Pavić [1]                | Marcelo Melo [8] Łukasz Kubot [8]               | 3-6, 4-6, 6-4, 7-6(7-4), 6-4                    |
| Fondo de color indica un partido de la rama femenina |                                                 |                                                 |                                                 |

### Día 9 (7 de julio)
- Cabezas de serie eliminados:
  - Individual masculino:  Roger Federer [6],  Félix Auger-Aliassime [16],  Karen Jachanov [25]
  - Dobles masculino:  Juan Sebastián Cabal /  Robert Farah [3],  Raven Klaasen /  Ben McLachlan [14]
  - Dobles femenino:  Barbora Krejčíková /  Kateřina Siniaková [1],  Hao-Ching Chan /  Yung-Jan Chan [7],  Marie Bouzková /  Lucie Hradecká [16]
  - Dobles mixto:  Ivan Dodig /  Yung-Jan Chan [6],  Raven Klaasen /  Darija Jurak [10],  Sander Gillé /  Hayley Carter [13]
- Orden del día

| Partidos en los estadios principales                 | Partidos en los estadios principales            | Partidos en los estadios principales            | Partidos en los estadios principales            |
| Partidos en el Estadio Central All England Club      | Partidos en el Estadio Central All England Club | Partidos en el Estadio Central All England Club | Partidos en el Estadio Central All England Club |
| Modalidad                                            | Ganadores                                       | Perdedores                                      | Resultado                                       |
| ---------------------------------------------------- | ----------------------------------------------- | ----------------------------------------------- | ----------------------------------------------- |
| Individual masculino - Cuartos de final              | Novak Djokovic [1]                              | Márton Fucsovics                                | 6-3, 6-4, 6-4                                   |
| Individual masculino - Cuartos de final              | Hubert Hurkacz [14]                             | Roger Federer [6]                               | 6-3, 7-6(7-4), 6-0                              |
| Partidos en el Estadio 1                             |                                                 |                                                 |                                                 |
| Modalidad                                            | Ganadores                                       | Perdedores                                      | Resultado                                       |
| Individual masculino - Cuartos de final              | Denis Shapovalov [10]                           | Karen Jachanov [25]                             | 6-4, 3-6, 5-7, 6-1, 6-4                         |
| Individual masculino - Cuartos de final              | Matteo Berrettini [7]                           | Félix Auger-Aliassime [16]                      | 6-3, 5-7, 7-5, 6-3                              |
| Fondo de color indica un partido de la rama femenina |                                                 |                                                 |                                                 |

### Día 10 (8 de julio)
- Cabezas de serie eliminados:
  - Individual femenino:  Aryna Sabalenka [2],   Angelique Kerber [25]
  - Dobles masculino:  Rajeev Ram /  Joe Salisbury [6]
  - Dobles mixto:  Mate Pavić /  Gabriela Dabrowski [2],  Édouard Roger-Vasselin /  Nicole Melichar [4],  Jean-Julien Rojer /  Andreja Klepač [14]
- Orden del día

| Partidos en los estadios principales                 | Partidos en los estadios principales            | Partidos en los estadios principales            | Partidos en los estadios principales            |
| Partidos en el Estadio Central All England Club      | Partidos en el Estadio Central All England Club | Partidos en el Estadio Central All England Club | Partidos en el Estadio Central All England Club |
| Modalidad                                            | Ganadores                                       | Perdedores                                      | Resultado                                       |
| ---------------------------------------------------- | ----------------------------------------------- | ----------------------------------------------- | ----------------------------------------------- |
| Individual femenino - Semifinales                    | Ashleigh Barty [1]                              | Angelique Kerber [25]                           | 6-3, 7-6(7-3)                                   |
| Individual femenino - Semifinales                    | Karolína Plíšková [8]                           | Aryna Sabalenka [2]                             | 5-7, 6-4, 6-4                                   |
| Dobles mixto - Cuartos de final                      | Neal Skupski [7] Desirae Krawczyk [7]           | Jean-Julien Rojer [14] Andreja Klepač [14]      | 7-6(8-6), 6-2                                   |
| Partidos en el Estadio 1                             |                                                 |                                                 |                                                 |
| Modalidad                                            | Ganadores                                       | Perdedores                                      | Resultado                                       |
| Dobles masculino - Semifinales                       | Nikola Mektić [1] Mate Pavić [1]                | Rajeev Ram [6] Joe Salisbury [6]                | 7-6(8-6), 6-3, 6-7(2-7), 7-6(7-5)               |
| Dobles mixto - Cuartos de final                      | John Peers [17] Shuai Zhang [17]                | Édouard Roger-Vasselin [4] Nicole Melichar [4]  | 6-2, 6-4                                        |
| Dobles mixto - Cuartos de final                      | Joe Salisbury Harriet Dart                      | Jérémy Chardy [WC] Naomi Broady [WC]            | 6-4, 4-6, 5-7                                   |
| Fondo de color indica un partido de la rama femenina |                                                 |                                                 |                                                 |

### Día 11 (9 de julio)
- Cabezas de serie eliminados:
  - Individual masculino:  Denis Shapovalov [10],  Hubert Hurkacz [14]
  - Dobles femenino:  Shuko Aoyama /  Ena Shibahara [5]
  - Dobles mixto:  Kevin Krawietz /  Květa Peschke [9]
- Orden del día

| Partidos en los estadios principales                 | Partidos en los estadios principales            | Partidos en los estadios principales            | Partidos en los estadios principales            |
| Partidos en el Estadio Central All England Club      | Partidos en el Estadio Central All England Club | Partidos en el Estadio Central All England Club | Partidos en el Estadio Central All England Club |
| Modalidad                                            | Ganadores                                       | Perdedores                                      | Resultado                                       |
| ---------------------------------------------------- | ----------------------------------------------- | ----------------------------------------------- | ----------------------------------------------- |
| Individual masculino - Semifinales                   | Matteo Berrettini [7]                           | Hubert Hurkacz [14]                             | 6-3, 6-0, 6-7(3-7), 6-4                         |
| Individual masculino - Semifinales                   | Novak Djokovic [1]                              | Denis Shapovalov [10]                           | 7-6(7-3), 7-5, 7-5                              |
| Dobles mixto - Semifinales                           | Joe Salisbury Harriet Dart                      | Kevin Krawietz [9] Květa Peschke [9             | 6-2, 4-6, 6-4                                   |
| Partidos en el Estadio 1                             |                                                 |                                                 |                                                 |
| Modalidad                                            | Ganadores                                       | Perdedores                                      | Resultado                                       |
| Dobles femenino - Semifinales                        | Su-Wei Hsieh [3] Elise Mertens [3]              | Shuko Aoyama [5] Ena Shibahara [5]              | 6-4, 1-6, 6-3                                   |
| Dobles femenino - Semifinales                        | Veronika Kudermétova Elena Vesnina              | Caroline Dolehide Storm Sanders                 | 7-6(8-6), 3-6, 7-5                              |
| Fondo de color indica un partido de la rama femenina |                                                 |                                                 |                                                 |

### Día 12 (10 de julio)
- Cabezas de serie eliminados:
  - Individual femenino:  Karolína Plíšková [8]
  - Dobles masculino:  Marcel Granollers /  Horacio Zeballos [4]
  - Dobles mixto:  John Peers /  Shuai Zhang [17]
- Orden del día

| Partidos en los estadios principales                 | Partidos en los estadios principales            | Partidos en los estadios principales            | Partidos en los estadios principales            |
| Partidos en el Estadio Central All England Club      | Partidos en el Estadio Central All England Club | Partidos en el Estadio Central All England Club | Partidos en el Estadio Central All England Club |
| Modalidad                                            | Ganadores                                       | Perdedores                                      | Resultado                                       |
| ---------------------------------------------------- | ----------------------------------------------- | ----------------------------------------------- | ----------------------------------------------- |
| Individual femenino - Final                          | Ashleigh Barty [1]                              | Karolína Plíšková [8]                           | 6-3, 6-7(4-7), 6-3                              |
| Dobles femenino - Final                              | Su-Wei Hsieh [3] Elise Mertens [3]              | Veronika Kudermétova [PR] Elena Vesnina [PR]    | 3-6, 7-5, 9-7                                   |
| Dobles femenino - Final                              | Nikola Mektić [1] Mate Pavić [1]                | Marcel Granollers [4] Horacio Zeballos [4]      | 6-4, 7-6(7-4), 2-6, 7-5                         |
| Fondo de color indica un partido de la rama femenina |                                                 |                                                 |                                                 |

### Día 13 (11 de julio)
- Cabezas de serie eliminados:
  - Individual masculino:  Matteo Berrettini [7]
- Orden del día

| Partidos en los estadios principales                 | Partidos en los estadios principales            | Partidos en los estadios principales            | Partidos en los estadios principales            |
| Partidos en el Estadio Central All England Club      | Partidos en el Estadio Central All England Club | Partidos en el Estadio Central All England Club | Partidos en el Estadio Central All England Club |
| Modalidad                                            | Ganadores                                       | Perdedores                                      | Resultado                                       |
| ---------------------------------------------------- | ----------------------------------------------- | ----------------------------------------------- | ----------------------------------------------- |
| Individual masculino - Final                         | Novak Djokovic [1]                              | Matteo Berrettini [7]                           | 6-7(4-7), 6-4, 6-4, 6-3                         |
| Dobles mixto - Final                                 | Neal Skupski [7] Desirae Krawczyk [7]           | Joe Salisbury Harriet Dart                      | 6-4, 7-6(7-1)                                   |
| Fondo de color indica un partido de la rama femenina |                                                 |                                                 |                                                 |

## Cabezas de serie
A partir de la nueva actualización de la lista de clasificación ATP, se defenderán solamente el 50% de los puntos conseguidos entre el 4 de marzo y el 5 de agosto de la temporada 2019.

### Individual masculino
| N.º | Clasif | Jugador               | Puntos | Puntos por defender | Puntos ganados | Nuevos puntos | Ronda hasta la que avanzó en el torneo               |
| --- | ------ | --------------------- | ------ | ------------------- | -------------- | ------------- | ---------------------------------------------------- |
| 1   | 1      | Novak Djokovic        | 12 113 | 2000                | 2000           | 12 113        | Campeón, venció a Matteo Berrettini [7]              |
| 2   | 2      | Daniil Medvédev       | 10 280 | 90                  | 180            | 10 370        | Cuarta ronda, perdió ante Hubert Hurkacz [14]        |
| 3   | 4      | Stefanos Tsitsipas    | 7980   | 5                   | 10             | 7985          | Primera ronda, perdió ante Frances Tiafoe            |
| 4   | 6      | Alexander Zverev      | 7305   | 10                  | 180            | 7475          | Cuarta ronda, perdió ante Félix Auger-Aliassime [16] |
| 5   | 7      | Andrey Rublev         | 6120   | 45                  | 180            | 6255          | Cuarta ronda, perdió ante Márton Fucsovics           |
| 6   | 8      | Roger Federer         | 4815   | 600                 | 360            | 4575          | Cuartos de final, perdió ante Hubert Hurkacz [14]    |
| 7   | 9      | Matteo Berrettini     | 4468   | 180                 | 1200           | 5488          | Final, perdió ante Novak Djokovic [1]                |
| 8   | 10     | Roberto Bautista      | 3125   | 360                 | 0              | 2765          | Cuarta ronda, perdió ante Denis Shapovalov [10]      |
| 9   | 11     | Diego Schwartzman     | 3060   | 90                  | 90             | 3060          | Tercera ronda, perdió ante Márton Fucsovics          |
| 10  | 12     | Denis Shapovalov      | 2915   | 10                  | 720            | 3625          | Semifinales, perdió ante Novak Djokovic [1]          |
| 11  | 13     | Pablo Carreño         | 2905   | 5                   | 10             | 2910          | Primera ronda, perdió ante Sam Querrey               |
| 12  | 15     | Casper Ruud           | 2690   | 5                   | 10             | 2695          | Primera ronda, perdió ante Jordan Thompson           |
| 13  | 17     | Gaël Monfils          | 2588   | 10                  | 45             | 2623          | Segunda ronda, perdió ante Pedro Martínez            |
| 14  | 18     | Hubert Hurkacz        | 2533   | 90                  | 720            | 3163          | Semifinales, perdió ante Matteo Berrettini [7]       |
| 15  | 14     | Álex de Miñaur        | 2690   | 22                  | 0              | 2668          | Primera ronda, perdió ante Sebastian Korda           |
| 16  | 19     | Félix Auger-Aliassime | 2468   | 45                  | 360            | 2783          | Cuartos de final, perdió ante Matteo Berrettini [7]  |
| 17  | 20     | Christian Garín       | 2440   | 10                  | 180            | 2610          | Cuarta ronda, perdió ante Novak Djokovic [1]         |
| 18  | 21     | Grigor Dimitrov       | 2431   | 10                  | 45             | 2466          | Segunda ronda, perdió ante Aleksandr Búblik          |
| 19  | 23     | Jannik Sinner         | 2320   | 0                   | 10             | 2330          | Primera ronda, perdió ante Márton Fucsovics          |
| 20  | 24     | Aslán Karatsev        | 2304   | 0                   | 10             | 2314          | Primera ronda, perdió ante Jérémy Chardy             |
| 21  | 25     | Ugo Humbert           | 2270   | 90                  | 0              | 2180          | Primera ronda, perdió ante Nick Kyrgios              |
| 22  | 26     | Daniel Evans          | 2151   | 90                  | 90             | 2151          | Tercera ronda, perdió ante Sebastian Korda           |
| 23  | 27     | Lorenzo Sonego        | 2038   | 10                  | 180            | 2208          | Cuarta ronda, perdió ante Roger Federer [6]          |
| 24  | 28     | Nikoloz Basilashvili  | 1985   | 22                  | 0              | 1963          | Primera ronda, perdió ante Andy Murray [WC]          |
| 25  | 29     | Karen Jachanov        | 1965   | 90                  | 360            | 2235          | Cuartos de final, perdió ante Denis Shapovalov [10]  |
| 26  | 31     | Fabio Fognini         | 1868   | 45                  | 90             | 1913          | Tercera ronda, perdió ante Andrey Rublev [5]         |
| 27  | 32     | Reilly Opelka         | 1806   | 45                  | 0              | 1761          | Primera ronda, perdió ante Dominik Koepfer           |
| 28  | 33     | John Isner            | 1775   | 22                  | 0              | 1753          | Primera ronda, perdió ante Yoshihito Nishioka        |
| 29  | 34     | Cameron Norrie        | 1770   | 45                  | 90             | 1815          | Tercera ronda, perdió ante Roger Federer [6]         |
| 30  | 35     | Alejandro Davidovich  | 1723   | 0                   | 10             | 1733          | Primera ronda, perdió ante Denis Kudla [Q]           |
| 31  | 40     | Taylor Fritz          | 1590   | 45                  | 90             | 1635          | Tercera ronda, perdió ante Alexander Zverev [4]      |
| 32  | 37     | Marin Čilić           | 1660   | 45                  | 90             | 1705          | Tercera ronda, perdió ante Daniil Medvédev [2]       |

#### Bajas masculinas notables
| Clasif | Jugador       | Puntos | Puntos por defender | Puntos ganados | Nuevos puntos | Motivo                    |
| ------ | ------------- | ------ | ------------------- | -------------- | ------------- | ------------------------- |
| 3      | Rafael Nadal  | 8630   | 360                 | 0              | 8270          | Descanso.                 |
| 4      | Dominic Thiem | 7425   | 5                   | 0              | 7420          | Lesión en la muñeca.      |
| 16     | David Goffin  | 2680   | 180                 | 0              | 2500          | Lesión en la pierna.      |
| 22     | Milos Raonic  | 2428   | 90                  | 0              | 2338          | Lesión en la pantorrilla. |
| 30     | Stan Wawrinka | 1944   | 22                  | 0              | 1922          | Lesión en el pie.         |

### Individual femenino
La WTA ha anunciado ajustes en el sistema de lista de clasificación teniendo en cuenta las continuas modificaciones del calendario que afectaron al Tour después de la temporada 2020 acortada por la Pandemia de COVID-19.
- Los puntos conseguidos en la edición de Wimbledon 2019 se descontarán en esta edición.

| N.º | Clasif | Jugadora                 | Puntos | Puntos por defender | Puntos ganados | Nuevos puntos | Ronda hasta la que avanzó en el torneo              |
| --- | ------ | ------------------------ | ------ | ------------------- | -------------- | ------------- | --------------------------------------------------- |
| 1   | 1      | Ashleigh Barty           | 7875   | 240                 | 2000           | 9635          | Campeona, venció a Karolína Plíšková [8]            |
| 2   | 4      | Aryna Sabalenka          | 6195   | 10                  | 780            | 6965          | Semifinales, perdió ante Karolína Plíšková [8]      |
| 3   | 5      | Elina Svitólina          | 5835   | 780                 | 70             | 5125          | Segunda ronda, perdió ante Magda Linette            |
| 4   | 6      | Sofia Kenin              | 5640   | 70                  | 70             | 5640          | Segunda ronda, perdió ante Madison Brengle          |
| 5   | 7      | Bianca Andreescu         | 5321   | 0                   | 10             | 5331          | Primera ronda, perdió ante Alizé Cornet             |
| 6   | 8      | Serena Williams          | 4931   | 1300                | 10             | 3641          | Primera ronda, se retiró ante Aliaksandra Sasnóvich |
| 7   | 9      | Iga Świątek              | 4465   | 10                  | 240            | 4695          | Cuarta ronda, perdió ante Ons Jabeur [21]           |
| 8   | 13     | Karolína Plíšková        | 3915   | 240                 | 1300           | 5015          | Final, perdió ante Ashleigh Barty [1]               |
| 9   | 11     | Belinda Bencic           | 4205   | 130                 | 10             | 4085          | Primera ronda, perdió ante Kaja Juvan               |
| 10  | 10     | Petra Kvitová            | 4215   | 240                 | 10             | 3985          | Primera ronda, perdió ante Sloane Stephens          |
| 11  | 12     | Garbiñe Muguruza         | 4045   | 10                  | 130            | 4165          | Tercera ronda, perdió ante Ons Jabeur [21]          |
| 12  | 14     | Victoria Azárenka        | 3905   | 130                 | 70             | 3845          | Segunda ronda, perdió ante Sorana Cîrstea           |
| 13  | 16     | Elise Mertens            | 3685   | 240                 | 130            | 3575          | Tercera ronda, perdió ante Madison Keys [23]        |
| 14  | 17     | Barbora Krejčíková       | 3683   | 30                  | 240            | 3893          | Cuarta ronda, perdió ante Ashleigh Barty [1]        |
| 15  | 18     | María Sákkari            | 3480   | 130                 | 70             | 3420          | Segunda ronda, perdió ante Shelby Rogers            |
| 16  | 19     | Anastasia Pavlyuchenkova | 3300   | 10                  | 130            | 3420          | Tercera ronda, perdió ante Karolína Muchová         |
| 17  | 21     | Kiki Bertens             | 3095   | 130                 | 10             | 2975          | Primera ronda, perdió ante Marta Kostyuk            |
| 18  | 20     | Elena Rybakina           | 3123   | 100                 | 240            | 3263          | Cuarta ronda, perdió ante Aryna Sabalenka [2]       |
| 19  | 22     | Karolína Muchová         | 2876   | 430                 | 430            | 2876          | Cuartos de final, perdió ante Angelique Kerber [25] |
| 20  | 23     | Cori Gauff               | 2805   | 280                 | 240            | 2765          | Cuarta ronda, perdió ante Angelique Kerber [25]     |
| 21  | 24     | Ons Jabeur               | 2510   | 10                  | 430            | 2930          | Cuartos de final, perdió ante Aryna Sabalenka [2]   |
| 22  | 26     | Jessica Pegula           | 2410   | 10                  | 70             | 2470          | Segunda ronda, perdió ante Liudmila Samsónova [WC]  |
| 23  | 27     | Madison Keys             | 2405   | 70                  | 240            | 2575          | Cuarta ronda, perdió ante Viktorija Golubic         |
| 24  | 25     | Anett Kontaveit          | 2505   | 130                 | 10             | 2385          | Primera ronda, perdió ante Markéta Vondroušová      |
| 25  | 28     | Angelique Kerber         | 2240   | 70                  | 780            | 2950          | Semifinales, perdió ante Ashleigh Barty [1]         |
| 26  | 30     | Petra Martić             | 2230   | 240                 | 70             | 2060          | Segunda ronda, perdió ante Irina-Camelia Begu       |
| 27  | 31     | Johanna Konta            | 2157   | 430                 | 10             | 1727          | Baja antes de la primera ronda                      |
| 28  | 29     | Alison Riske             | 2235   | 430                 | 10             | 1815          | Primera ronda, perdió ante Tereza Martincová        |
| 29  | 32     | Veronika Kudermétova     | 2100   | 70                  | 10             | 2040          | Primera ronda, perdió ante Viktorija Golubic        |
| 30  | 33     | Paula Badosa             | 2060   | 40                  | 240            | 2260          | Cuarta ronda, perdió ante Karolína Muchová [19]     |
| 31  | 35     | Daria Kasátkina          | 2030   | 10                  | 70             | 2090          | Segunda ronda, perdió ante Jeļena Ostapenko         |
| 32  | 36     | Ekaterina Alexandrova    | 1940   | 10                  | 70             | 2000          | Segunda ronda, perdió ante María Camila Osorio [Q]  |

#### Bajas femeninas notables
| Clasif | Jugadora       | Puntos | Puntos por defender | Puntos ganados | Nuevos puntos | Motivo                             |
| ------ | -------------- | ------ | ------------------- | -------------- | ------------- | ---------------------------------- |
| 2      | Naomi Osaka    | 7401   | 10                  | 0              | 7391          | Salud mental y motivos personales. |
| 3      | Simona Halep   | 6330   | 2000                | 0              | 4330          | Lesión en la pantorrilla.          |
| 14     | Jennifer Brady | 3840   | 10                  | 0              | 3830          | Lesión en el pie.                  |
| 27     | Johanna Konta  | 2157   | 430                 | 0              | 1727          | Positivo Covid-19.                 |

## Cabezas de serie dobles
| Jugadores             | Jugadores              | Clasif | N.º |
| --------------------- | ---------------------- | ------ | --- |
| Nikola Mektić         | Mate Pavić             | 4      | 1   |
| Pierre-Hugues Herbert | Nicolas Mahut          | 8      | 2   |
| Juan Sebastián Cabal  | Robert Farah           | 9      | 3   |
| Marcel Granollers     | Horacio Zeballos       | 17     | 4   |
| Ivan Dodig            | Filip Polášek          | 17     | 5   |
| Rajeev Ram            | Joe Salisbury          | 23     | 6   |
| Jamie Murray          | Bruno Soares           | 35     | 7   |
| Łukasz Kubot          | Marcelo Melo           | 36     | 8   |
| Kevin Krawietz        | Horia Tecău            | 41     | 9   |
| Wesley Koolhof        | Jean-Julien Rojer      | 41     | 10  |
| Henri Kontinen        | Édouard Roger-Vasselin | 48     | 11  |
| Tim Puetz             | Michael Venus          | 54     | 12  |
| Sander Gillé          | Joran Vliegen          | 57     | 13  |
| Raven Klaasen         | Ben McLachlan          | 69     | 14  |
| Marcus Daniell        | Philipp Oswald         | 72     | 15  |
| Max Purcell           | Luke Saville           | 75     | 16  |

| Jugadoras          | Jugadoras           | Clasif | N.º |
| ------------------ | ------------------- | ------ | --- |
| Barbora Krejčíková | Kateřina Siniaková  | 3      | 1   |
| Tímea Babos        | Kristina Mladenovic | 7      | 2   |
| Su-Wei Hsieh       | Elise Mertens       | 13     | 3   |
| Nicole Melichar    | Demi Schuurs        | 19     | 4   |
| Shuko Aoyama       | Ena Shibahara       | 28     | 5   |
| Alexa Guarachi     | Desirae Krawczyk    | 33     | 6   |
| Hao-Ching Chan     | Yung-Jan Chan       | 36     | 7   |
| Hayley Carter      | Luisa Stefani       | 48     | 8   |
| Sharon Fichman     | Giuliana Olmos      | 54     | 9   |
| Darija Jurak       | Andreja Klepač      | 56     | 10  |
| Laura Siegemund    | Vera Zvonareva      | 70     | 11  |
| Cori Gauff         | Caty McNally        | 74     | 12  |
| Nadiia Kichenok    | Raluca Olaru        | 86     | 13  |
| Asia Muhammad      | Jessica Pegula      | 90     | 14  |
| Viktória Kužmová   | Arantxa Rus         | 98     | 15  |
| Marie Bouzková     | Lucie Hradecká      | 102    | 16  |

### Dobles mixto
| Jugadores              | Jugadores             | Clasif | N.º |
| ---------------------- | --------------------- | ------ | --- |
| Nicolas Mahut          | Kristina Mladenovic   | 5      | 1   |
| Mate Pavić             | Gabriela Dabrowski    | 12     | 2   |
| Wesley Koolhof         | Demi Schuurs          | 24     | 3   |
| Édouard Roger-Vasselin | Nicole Melichar       | 24     | 4   |
| Rajeev Ram             | Bethanie Mattek-Sands | 27     | 5   |
| Ivan Dodig             | Yung-Jan Chan         | 29     | 6   |
| Neal Skupski           | Desirae Krawczyk      | 35     | 7   |
| Michael Venus          | Hao-Ching Chan        | 37     | 8   |
| Kevin Krawietz         | Květa Peschke         | 39     | 9   |
| Raven Klaasen          | Darija Jurak          | 41     | 10  |
| Hugo Nys               | Su-Wei Hsieh          | 47     | 11  |
| Fabrice Martin         | Alexa Guarachi        | 52     | 12  |
| Sander Gillé           | Hayley Carter         | 53     | 13  |
| Jean-Julien Rojer      | Andreja Klepač        | 53     | 14  |
| Ben McLachlan          | Ena Shibahara         | 54     | 15  |
| Marcus Daniell         | Sharon Fichman        | 56     | 16  |
| John Peers             | Shuai Zhang           | 55     | 17  |

## Invitados
| - Carlos Alcaraz - Alex Bolt - Liam Broady - Jay Clarke - Jack Draper - Andy Murray | - Katie Boulter - Jodie Burrage - Harriet Dart - Francesca Jones - Samantha Murray - Liudmila Samsonova - Emma Raducanu |

| - Liam Broady / Ryan Peniston - Jay Clarke / Marius Copil - Lloyd Glasspool / Harri Heliövaara - Alastair Gray / Aidan McHugh - Luke Johnson / Anton Matusevich - Stuart Parker / James Ward - Petros Tsitsipas / Stefanos Tsitsipas | - Naiktha Bains / Samantha Murray - Naomi Broady Jodie Burrage - Harriet Dart / Heather Watson - Sarah Beth Grey / Emily Webley-Smith - Tara Moore / Eden Silva |

### Dobles mixto
- Jérémy Chardy /  Naomi Broady
- Lloyd Glasspool /  Jodie Burrage
- Nick Kyrgios /  Venus Williams
- Jonny O'Mara /  Sarah Beth Grey
- Ryan Peniston /  Eden Silva

## Clasificación
La competición clasificatoria se realizó en el Wimbledon del 22 al 25 de junio de 2021.
| 1. Tomás Barrios 2. Mackenzie McDonald 3. Brandon Nakashima 4. Zhizhen Zhang 5. Oscar Otte 6. Denis Kudla 7. Arthur Rinderknech 8. Tallon Griekspoor 9. Benjamin Bonzi 10. Bernabé Zapata 11. Marco Trungelliti 12. Antoine Hoang 13. Marc Polmans 14. Daniel Masur 15. Grégoire Barrère 16. Christopher O'Connell | 1. María Camila Osorio 2. Danielle Lao 3. Clara Burel 4. Anna Kalinskaya 5. Katie Volynets 6. Katie Swan 7. Xinyu Wang 8. Ana Konjuh 9. Olga Govortsova 10. Ellen Perez 11. Lesley Kerkhove 12. Lesia Tsurenko 13. Monica Niculescu 14. Vitalia Diatchenko 15. Greet Minnen 16. Claire Liu |

## Campeones defensores
| Evento                      | Campeones de 2019                 | Campeones de 2021                         |
| --------------------------- | --------------------------------- | ----------------------------------------- |
| Individual masculino        | Novak Djokovic                    | Novak Djokovic                            |
| Individual femenino         | Simona Halep                      | Ashleigh Barty                            |
| Dobles masculino            | Juan Sebastián Cabal Robert Farah | Nikola Mektić Mate Pavić                  |
| Dobles femenino             | Su-Wei Hsieh Barbora Strýcová     | Su-Wei Hsieh Elise Mertens                |
| Dobles mixto                | Ivan Dodig Yung-Jan Chan          | Neal Skupski Desirae Krawczyk             |
| Individual júnior masculino | Shintaro Mochizuki                | Samir Banerjee                            |
| Individual júnior femenino  | Daria Snigur                      | Ane Mintegi del Olmo                      |
| Dobles júnior masculino     | Jonáš Forejtek Jiří Lehečka       | Edas Butvilas Alejandro Manzanera Pertusa |
| Dobles júnior femenino      | Savannah Broadus Abigail Forbes   | Kristina Dmitruk Diana Shnaider           |

## Campeones

### Sénior

#### Individual masculino
Novak Djokovic venció a  Matteo Berrettini por 6-7(4-7), 6-4, 6-4, 6-3

#### Individual femenino
Ashleigh Barty  venció a  Karolína Plíšková 6-3, 6-7(4-7), 6-3.

#### Dobles masculino
Nikola Mektić /  Mate Pavić vencieron a  Marcel Granollers /  Horacio Zeballos por 6-4, 7-6(7-4), 2-6, 7-5

#### Dobles femenino
Su-Wei Hsieh /  Elise Mertens vencieron a  Veronika Kudermétova /  Elena Vesnina por 3-6, 7-5, 9-7

#### Dobles mixto
Neal Skupski /  Desirae Krawczyk vencieron a  Joe Salisbury /  Harriet Dart por 6-4, 7-6(7-1)

### Júnior

#### Individual masculino
Samir Banerjee venció a  Victor Lilov por 7-5, 6-3

#### Individual femenino
Ane Mintegi del Olmo venció a  Nastasja Schunk por 2-6, 6-4, 6-1

#### Dobles masculino
Edas Butvilas /  Alejandro Manzanera Pertusa vencieron a  Daniel Rincón /  Abedallah Shelbayh por 6-3, 6-4

#### Dobles femenino
Kristina Dmitruk /  Diana Shnaider vencieron a  Sofia Costoulas /  Laura Hietaranta por 6-1, 6-2

### Silla de ruedas

#### Individual masculino
Joachim Gérard venció a  Gordon Reid por 6-2, 7-6(7-2)

#### Individual femenino
Diede de Groot venció a  Kgothatso Montjane por 6-2, 6-2

#### Dobles masculino
Alfie Hewett /  Gordon Reid vencieron a  Tom Egberink /  Joachim Gérard por 7-5, 6-2

#### Dobles femenino
Yui Kamiji /  Jordanne Whiley vencieron a  Kgothatso Montjane /  Lucy Shuker por 6-0, 7-6(7-0)

#### Individual Quad
Dylan Alcott venció a  Sam Schröder por 6-2, 6-2

#### Dobles Quad
Andy Lapthorne /  David Wagner vencieron a  Dylan Alcott /  Sam Schröder por 6-1, 3-6, 6-4